# النسوية في النرويج

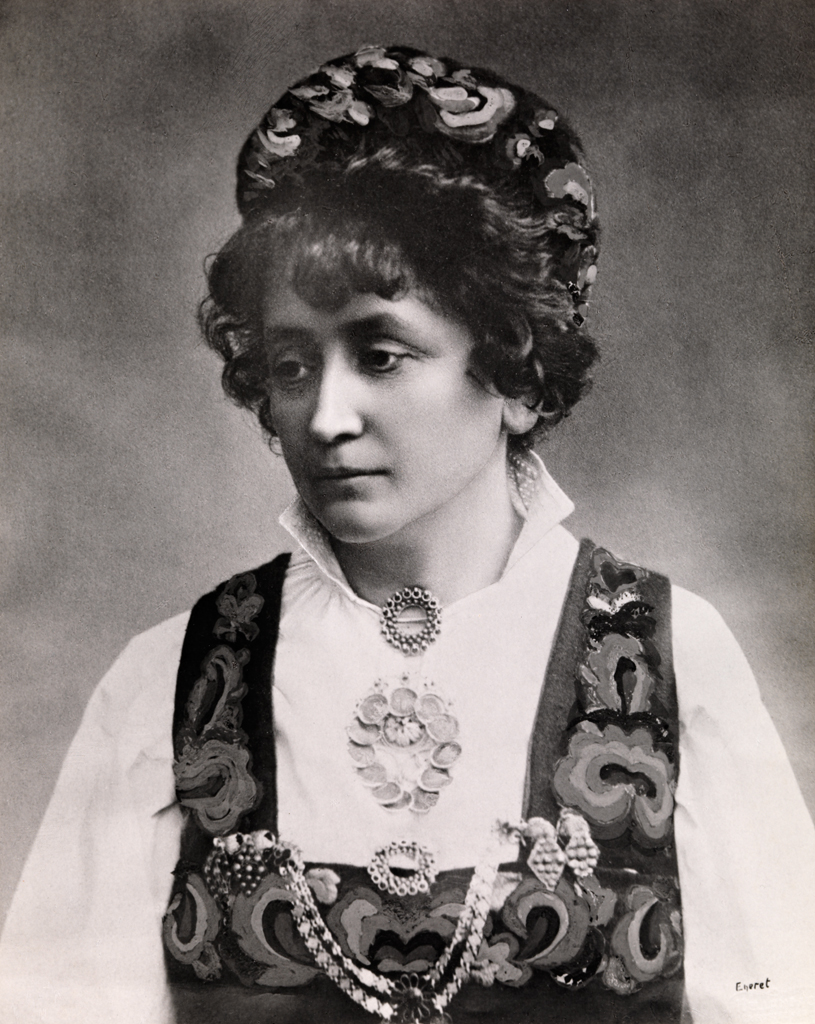
أثرت النسوية هولدا غاربورغ على المجتمع المدني النرويجي في القرن التاسع عشر.

حققت الحركة النسوية في النرويج تقدمًا كبيرًا في إصلاح القوانين والعادات الاجتماعية في البلاد، وعززت حقوق المرأة في النرويج.

## أربعينيات القرن التاسع عشر: الموجة النسوية الأولى
اعتُبرت حالة المرأة النرويجية في عام 1840 عاجزة، فقد تعذر عليهن إبرام أي اتفاقية أو الاستدانة أو حتى التحكم في أموالهن الخاصة. لم تكن مؤهلات لأي تدريب، أو قادرات على الحصول على أي وظيفة حكومية. أما بالنسبة للنساء العازبات، اللواتي كن كثيرات في تلك الفترة، فأمكنهن طلب توظيفهن تحت سلطة ولي الأمر. وفي يوم زفافهن، تنتقل النساء المتزوجات من العيش تحت سلطة آبائهن إلى سلطة أزواجهن.
حدد سن الرشد لكلا الجنسين بسن العشرين في عهد ماغنوس السادس لاغابوتر (1263-1280). وغُير القانون النرويجي لاحقًا في عهد كريستيان الخامس (1670-1699). أصدر نظامه القانون النرويجي (1687) الذي اعتبر النساء غير المتزوجات، وفقًا للقواعد الدنماركية آنذاك، قاصرات.
اتخذت في عام 1845 خطوة أولى نحو تحرير المرأة بفضل «قانون الغالبية العظمى من النساء غير المتزوجات»، الذي حدد سن 25 كسن الرشد، دون اشتراط الخضوع للوصي بعد هذه السن.
في الجزء الأول من القرن التاسع عشر، عملت النساء في مصانع النسيج المبكرة (1840) وفي مصانع التبغ التي كانت مخصصة لتوظيفهن. وعملن في الصناعات الغذائية والوظائف التي تتطلب «أيادي صغيرة»، لكنهن لم يعملن في الصناعات الثقيلة.
كانت المؤلفات المسوقة للنساء في ذلك الوقت ما تزال تعكس نظام القيم في المجتمع: فلم تضمن هذه الروايات سوى البحث عن الزوج. كانت هانا وينسنيس، وماري فيكسلسن، وآنا مجدالين ثورسن من الكاتبات اللاتي نشرن في النرويج في تلك الفترة.

### 1854 إلى 1879: يقظة الوعي
أصدرت قوانين جديدة في هذه الفترة، رغم أنها لم تحدث ثورة في وضع المرأة فوريًا، ولكن أدت إلى الحواجز بانتظام وبسرعة. وأصبحت المساواة الرسمية بين المرأة والرجل شبه كاملة في غضون جيلين فقط. في عام 1854 صدر قانون متعلق بالخلافة الملكية. سقطت القاعدة التي نصت على عدم حصول المرأة على أي شيء يتجاوز مركز الحاكم المشترك، وأصبح المساواة في الميراث لكلا الجنسين هي القاعدة. ولكن لم يحدث ذلك بدون جدال محتدم ومقاومة.
صدر قانون جديد في عام 1863، بشأن سن الرشد خلف قانون عام 1845: حدد سن 25 كسن الرشد للنساء، وللرجال أيضًا. أما الأرامل المطلقات أو المنفصلات فيصبحن بالغات «مهما كان عمرهن». في عام 1869، خفض سن الرشد إلى 21 عامًا، ولكن ليس من دون تساءل البعض عما إذا كان ممكنًا تبريره للنساء. وصرحت لجنة القانون، اعتقادًا منها أن المرأة تنضج أسرع من الرجل، أن هذا السن مناسب جدًا لها. في عام 1866، صدر قانون بإنشاء اقتصاد حر، مكن جميع الأشخاص (باستثناء النساء المتزوجات) من الحصول على ترخيص في مدينتهم.

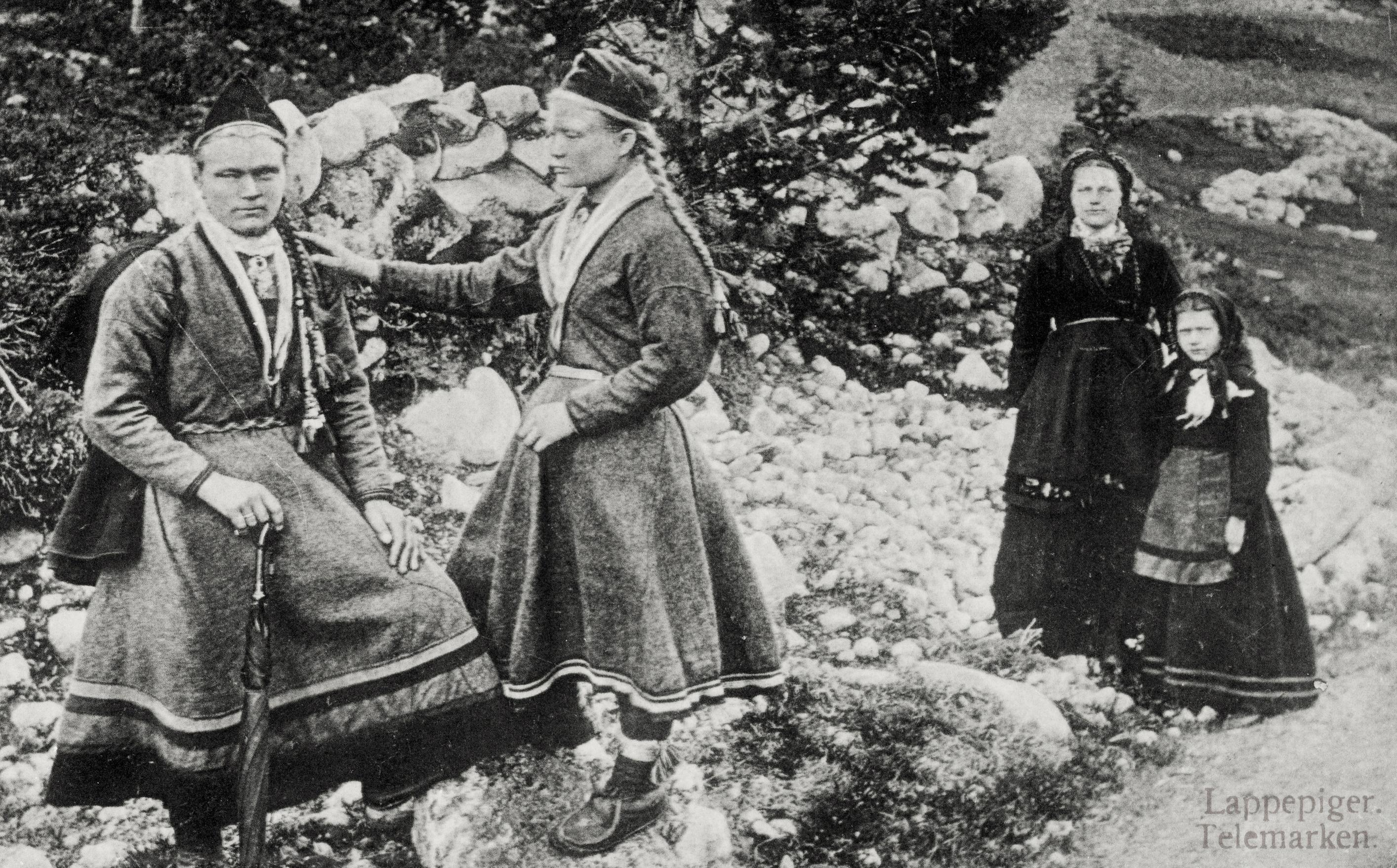
فتيات من قومية السامي في مقاطعة تيليمارك، النرويج، عام 1880.

عبرت النساء عن أنفسهن أساسًا من خلال الكتابات. تعد كاميلا كوليت أول كاتبة خرجت عن الحدود الموضوعة للأدب النسائي حتى ذلك الوقت، وتتناول روايتها الأكثر شهرةً، بنات منطقة الحاكم (1855)، تعليم النساء البرجوازيات في القرن التاسع عشر. ويعد الصراع بين الأعراف المعيارية للمجتمع ومشاعر الفرد واحتياجاته، الموضوع الرئيسي لهذه الرواية. ومثلت آستا هانستين الصوت المتحمس للقضية النسوية، وكانت شخصيتها الملونة بمثابة نموذج لشخصية لونا هيسل في مسرحية «أعمدة المجتمع» لهنريك إبسن (1877).

## الموجة النسوية الثانية (1879-1890)

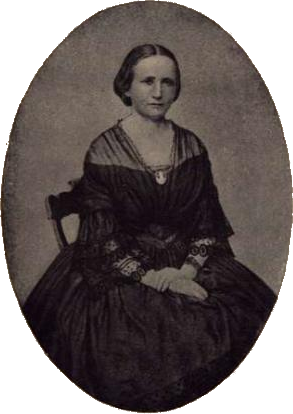
الكاتبة والداعية النسوية النرويجية كاميلا كوليت.

زعم الكتاب الذين تولوا قضية النساء يدعون أن كاميلا كوليت كانت مصدر إلهامهم، وخلقوا بذلك الموجة النسوية الثانية في النرويج.

### دور الأدب
بدأ جورج برانديس في عام 1871حركة «الاختراق الحديث»: طلب أن يخدم الأدب التقدم وليس الآراء الرجعية. كان في النرويج آنذاك كتاب أصبحوا معروفين باسم «الأربعة الكبار»، وهم هنريك إبسنن، و بيورنستيارنه بيورنسون، وألكسندر كيلاند وجوناس لاي. تحدثوا جميعهم عن قضية المرأة. كتبت كاميلا كوليت وأستا هانستين للدفاع عن قضية النظريات النسوية التي كانت جزءًا أساسيًا من برنامج أكبر لمؤلفي الاختراق الحديث. بالنسبة للأخيرات، كان الدفاع عن المظلومين ضد التوقعات الاجتماعية في ذلك الوقت، الذين كانت الزوجة إحداهم: النساء اللاتي تلقين تعليمًا ابتدائيًا واللاتي كان هدفهن الوحيد هو الزواج، والنساء اللاتي لم يستطعن الاستمرار في التمتع الكامل بالحياة الفكرية، واللاتي لم يستطعن التصرف بحرية في حياتهن وجسدهن.
تجلى ذلك خصوصًا عن طريق مسرحيتي، أعمدة المجتمع (1877) وبيت الدمية (1879)، إذ تناول إبسن قضية الإنسانية والفردانية الحديثة. وكان للمسرحية الأخيرة خصوصًا تأثيرًا كبيرًا على الحركة النسوية حتى خارج النرويج، إذ تُرجمت إلى عدة لغات وأديت على نطاق واسع في جميع أنحاء أوروبا وخارجها.
كتب بيورنسون مسرحية في عام 1879 بعنوان، ليوناردا، دافع فيها عن المرأة التي «لديها ماض». ولكن، كان لمسرحيته «القفاز» (1883) تأثيرًا كبيرًا على الجمهورفي النرويج.
خلال عام 1880، شهدت النرويج مناقشات كثيرة، وكان الشاغل الأول للمرأة هو ازدواجية المعايير.

## النقاش حول المعايير المزدوجة
كانت النرويج دولة فقيرة للغاية في القرن التاسع عشر، ما أدى إلى نزوح جماعي من الريف وارتفاع مستويات الهجرة. وفي عام 1882، كان في النرويج 30 ألف مهاجر من أصل 1.9 مليون نسمة. ولكن، كانت نسبة المهاجرات الإناث أعلى من 27% في عام 1900. وبحلول ذلك العام، كان هناك 165 رجلًا لكل 100 امرأة. ونتج عن ذلك تفكك وحدة الأسرة، ما أدى إلى زيادة المواليد خارج الزواج وزيادة هائلة في الدعارة.
تسبب انتشار الدعارة وكثرة بيوت الدعارة بردود فعل قوية ركزت انتباه الجمهور على مشكلة الأخلاق الجنسية. كان مسيحيو  بيرغن أول من قاد الهجوم في عام 1879. وفي عام 1881 تأسست جمعية مناهضة الفسوق الأخلاقي.
اعتبر الزواج في أثناء الجدل حول المعايير المزدوجة (1879-1884)، الوحدة الأساسية للمجتمع، والتي يجب إصلاحها. بالنسبة لمؤلفي بوهيميا كريستيانيا ، كان الأمر أكثر راديكالية: لم يكن الزواج أساسًا للمجتمع، ووجب تركيز النقاش على حل سياسي أكثر لعدم المساواة بين النساء. بينما اعتبر أرني غاربورغ الزواج شرًا لا بد منه، واعتقد هانز غايغر أنه يجب استبدال الزواج بالحب المجاني.
أصبحت الكاتبة أمالي سكرام الشخصية الأكثر راديكالية في هذه الفترة، لعدم مشاركتها نفس الآراء التي عبرت عنها بوهيميا كريستيانيا. إذا استنكرت، كغيرها من الكتاب، الاختلاف في المعاملة بين الرجال والنساء الزناة، واعتبرت دون جوان المعادل الذكر للبغي: كانت وجهة النظر التقليدية أن دون جوان لا يبيع نفسه، بل يجمع مكاسبه؛ بالنسبة لسكرام، كانت هذه الحجة خاطئة، لأن المرأة لديها مكاسب مجمعة أيضًا، لكن مكاسبها تعتبر دعارة حتى لو لم تباع.
مكّن الأدب إبسن وبيورنسون من مواجهة تحدي حقيقي أمام الطبقات الوسطى، مع انتشار بوهيميا كريستيانيا من خلال الوعي الشعبي.